# 貝層
貝層（かいそう）とは、地中に貝類が堆積して貝殻による層をなしたもの。過去人類の活動によって形成された「人為貝層」（いわゆる「貝塚」）と、太古の海に生息していた貝類の死骸が海底に堆積して形成された「自然貝層」がある。

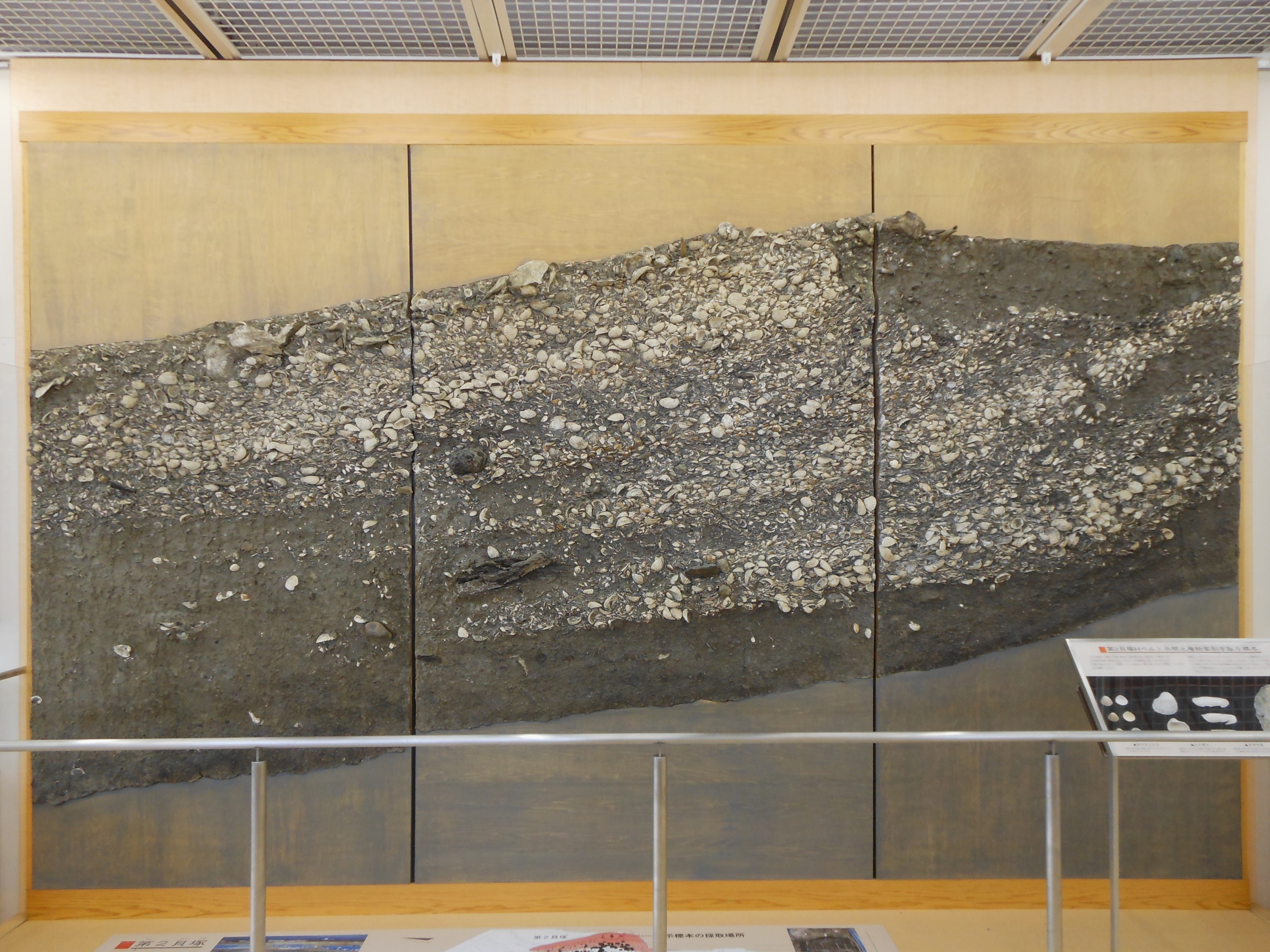
佐賀県佐賀市東名遺跡の貝層

## 人為貝層

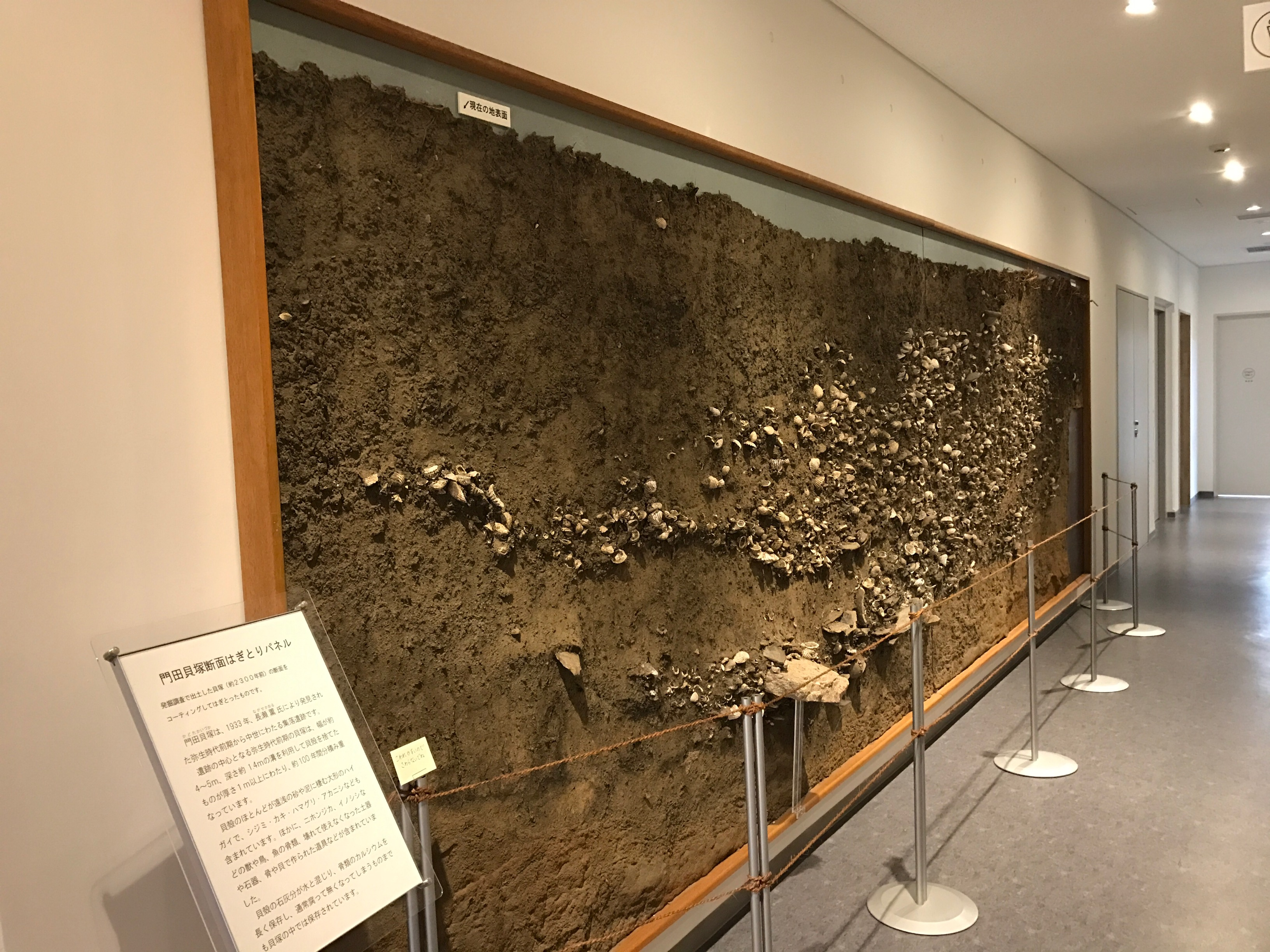
岡山県瀬戸内市門田貝塚の人為貝層

過去人類が食用等の目的で採取し、集落内外の捨て場に遺棄したもので、「貝塚」とよばれる遺跡を構成する。主に考古学の研究対象となる。人為貝層は、遺跡を構成する土層の一種であり、かつそれ自体が遺構でもある。ハイガイやハマグリ、アサリ、ヤマトシジミ、マガキ、アワビ、サザエなど様々な食用貝類からなり、太古の人類（縄文時代人や弥生時代人など）の食生活や環境を知るための重要な考古資料となる。
考古学では貝類の密度に応じて以下のように分類されている。
- 純貝層（じゅんかいそう）：ほぼ貝殻のみで形成される層。
- 混土貝層（こんどかいそう）：土より貝殻の割合が多い層。
- 混貝土層（こんかいどそう）：貝殻より土の割合が多い層。

## 自然貝層

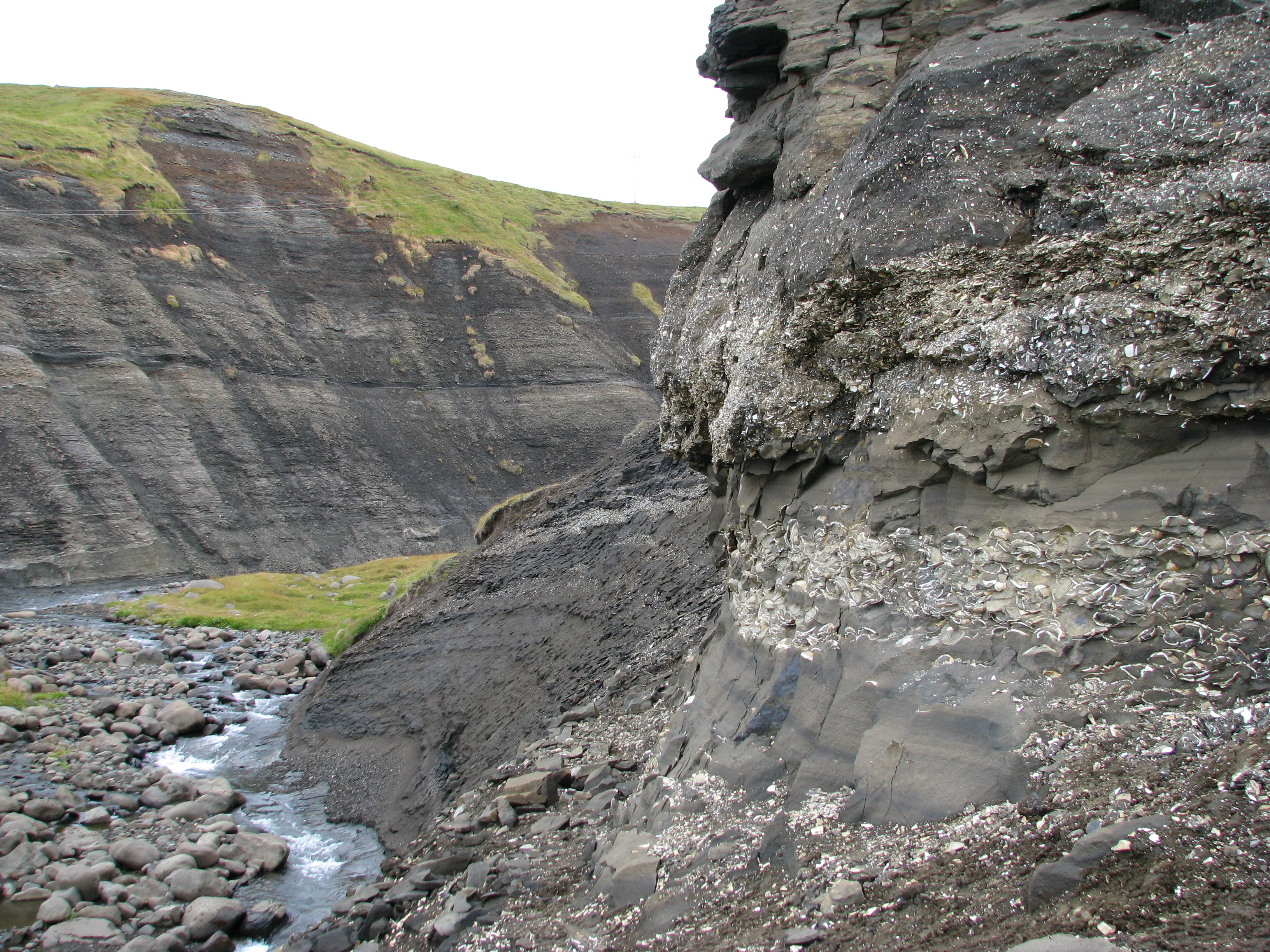
アイスランドの自然貝層

太古の海に生息していた貝類が死んだ後、海底土砂と共に地層化したもので、多くは化石と化している。 主に地質学・古生物学の研究対象となる。隆起により陸地化した場合、地層の露頭などで観察され、古環境復元の研究などで活用される。国や地方自治体によって天然記念物に指定されているものもある。

### 自然貝層の例
- 木下貝層（きおろしかいそう）：千葉県印西市木下。国の天然記念物[2]。
- 亜深海性貝類の産状を示す野島層の露頭（あしんかいせいかいるいの さんじょうをしめす のじまそうのろとう）： 神奈川県横浜市金沢区大道1丁目。横浜市指定天然記念物[3]。
- 平床貝層（ひらとこかいそう）：石川県珠洲市正院町。石川県指定天然記念物[4]。
- 吉田貝化石層（よしだかいかせきそう）：鹿児島県鹿児島市西佐多町。鹿児島県指定天然記念物[5]。
- 南種子町河内の貝化石層（みなみたねちょうかわちのかいかせきそう）：鹿児島県熊毛郡南種子町中之上。鹿児島県指定天然記念物[6]。